# Седлистинский сельсовет
Седлистинский сельсове́т — сельское поселение в Икрянинском районе Астраханской области Российской Федерации.
Административный центр — село Седлистое.

## История
6 августа 2004 года в соответствии с Законом Астраханской области № 43/2004-ОЗ сельсовет наделен статусом сельского поселения.

## Население
| 2006  | 2010  | 2012  | 2013  | 2014  | 2015  | 2016  |
| ----- | ----- | ----- | ----- | ----- | ----- | ----- |
| 1143  | ↘1122 | ↗1138 | ↘1098 | ↘1090 | ↗1091 | ↘1090 |
| 2017  | 2018  | 2019  | 2020  | 2021  |       |       |
| ↘1085 | ↘1065 | ↘1050 | ↘1026 | ↘972  |       |       |

## Состав сельского поселения
В состав сельского поселения входят 3 населённых пункта:
| № | Населённый пункт | Тип населённого пункта       | Население |
| - | ---------------- | ---------------------------- | --------- |
| 1 | Вахромеево       | село                         | ↘150      |
| 2 | Петровский       | посёлок                      | →16       |
| 3 | Седлистое        | село, административный центр | ↘956      |